# Красный Луч (город)
Кра́сный Луч (укр. Красний Луч) / Хрустальный (укр. Хрустальний) — город областного подчинения в Луганской области Украины. С весны 2014 года город контролировался управляемой из России марионеточной Луганской Народной Республикой. В настоящее время под российской оккупацией.
В 2016 году властями Украины Красный Луч был переименован в Хрустальный, оккупационные власти продолжают использовать название Красный Луч.

## Географическое положение
Город находится на южных склонах Донецкого кряжа.
Ближайшие населённые пункты (по сторонам света): на юге город Миусинск, на юго-западе — село Коренное, на западе — посёлки Княгиневка, город Вахрушево, на севере — пос. Садово-Хрустальненский, Софиевский, село Зелёный Гай, на северо-востоке — посёлки Христофоровка, Курган, Лесное, на востоке — Краснолучский, Боково-Платово, Садовый, на юго-востоке — Есауловка.
Расстояние — до крупных городов (автодорогами): Луганск ~ 64, Краснодон ~ 75, Донецк ~ 103 км, Таганрог ~ 137 км, Ростов-на-Дону ~ 153 км, Днепр ~ 351,5 км, Харьков ~ 306 км, Белгород ~ 377 км, Киев ~ 757 км, Москва ~ 1013 км.

## Население
По данным переписи населения 1972 года численность жителей составляла 103 тыс. человек. По переписи 1989 года — 113 278 человек.
По данным переписи 2001 года украинцы составляли 46,12 % населения города, русские — 49,20 %, белорусы — 1,14 %, татары — 1,01 %.

### Языковой состав
Родной язык населения по данным переписи 2001 года:
| Язык       | Численность, чел. | Доля     |
| ---------- | ----------------- | -------- |
| Украинский | 9 885             | 10,43 %  |
| Русский    | 83 211            | 87,82 %  |
| Другое     | 1 660             | 1,75 %   |
| Итого      | 94 756            | 100,00 % |

## История
Поселение было основано примерно в 1895 году в Новопавловской волости Таганрогского округа области Войска Донского Российской империи как рабочий посёлок Криндачёвка.
В 1905 году и в 1916 году здесь имели место забастовки рабочих.
В конце 1917 года здесь была установлена советская власть, но в ходе гражданской войны в мае 1918 года селение оккупировали немецкие войска. 27 августа 1918 года был решён вопрос территориальных претензий Украинской Державы, по подписанному соглашению её границы не распространялись далее границ УНР в соответствии с III Универсалом Центральной Рады. Таким образом, Криндачёвка осталась на территории Советской России, но в зоне немецко-австрийской оккупации.
После отступления оккупационных войск осенью 1918 года советская администрация вновь вернула прежние губернские границы: Донецко-Криворожская советская республика, претендовавшая на весь Донбасс, была ликвидирована, а область Войска Донского была в своих полных границах восстановлена в составе РСФСР. После провозглашения независимости Украинской ССР 10 марта 1919 года эта же граница стала государственной между УССР и РСФСР. В апреле 1919 года посёлок заняли войска ВСЮР, в начале января 1920 года — части РККА. 15 марта 1920 года весь российский Донбасс передан в состав УССР, включая Криндачёвку.
1 сентября 1920 года здесь началось издание местной газеты.
В конце декабря 1920 года в посёлке состоялся митинг горняков, на котором они горячо приветствовали постановление партии и правительства о сооружении Штеровской ГРЭС. На митинге принято решение о переименовании Криндачевки в Красный Луч.
Название было дано в духе коммунистического учения. Возможно, луч был использован в значении «красный (большевистский) луч просвещения».
В 1926 году посёлок получил статус города областного подчинения.
Во время Великой Отечественной войны с 18 июня 1942 года до 1 сентября 1943 года Красный Луч был оккупирован немецкими войсками. В период оккупации в городе были созданы четыре концентрационных лагеря для мирного населения. Оккупантами были убиты свыше трёх тысяч человек, материальный ущерб от оккупации составил 24 623 900 рублей.
После войны — в мирное время — город был восстановлен, благоустроен и озеленён. В 1953 году здесь действовали несколько угольных шахт, машиностроительный завод, авторемонтный завод, шлакоблочный завод, два деревообрабатывающих комбината, мясокомбинат, хладокомбинат, две средние школы, 8 семилетних школ, одна начальная школа, горный техникум, несколько ремесленных училищ и школ ФЗО, театр, кинотеатр и Дворец культуры.

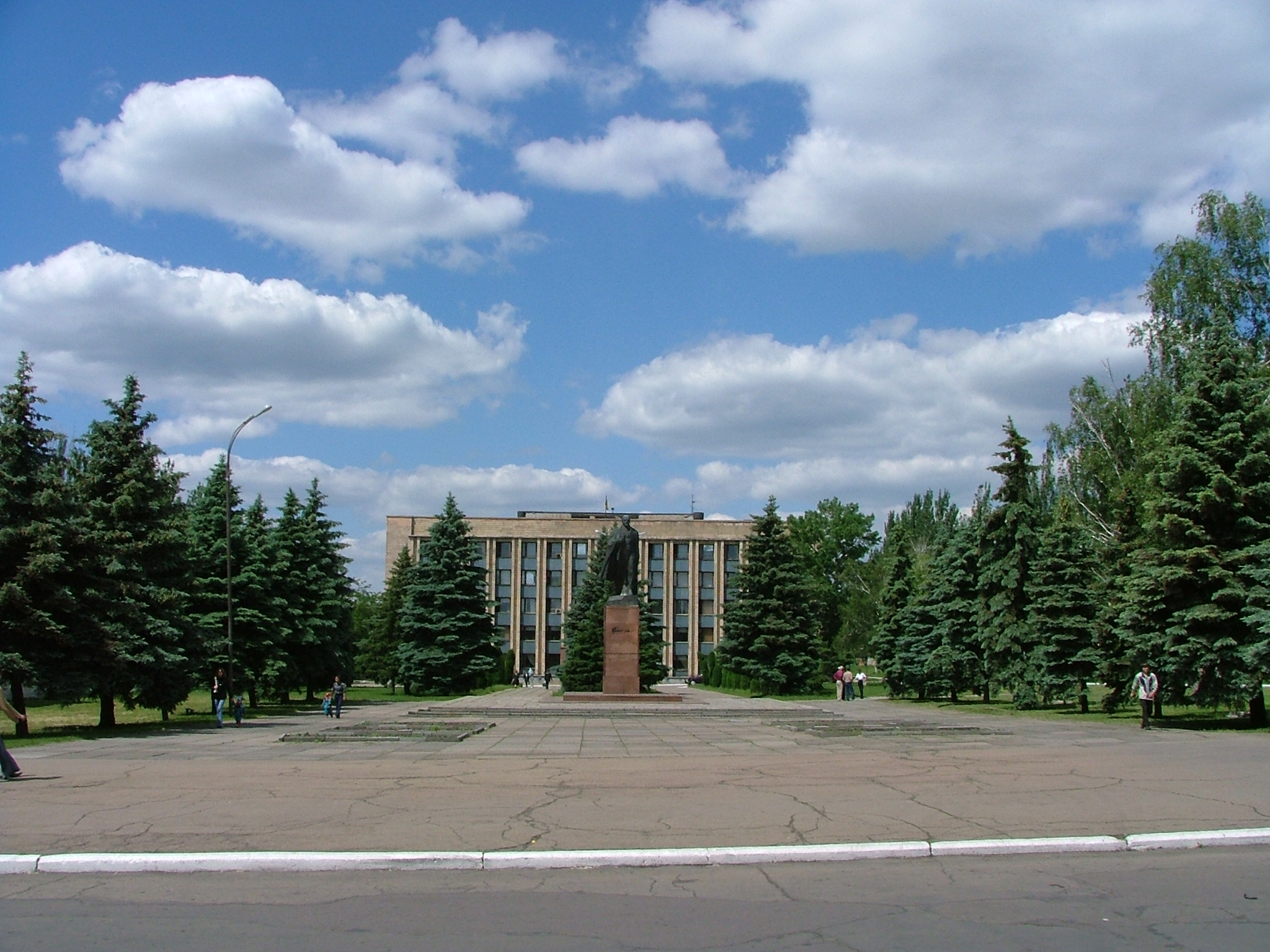
Сквер и памятник В. И. Ленину перед горсоветом в Красном Луче

В начале 1970-х годов основу экономики города составляла угольная промышленность (пять каменноугольных шахт и три обогатительные фабрики). Действуют предприятия: машиностроительный завод, авторемонтный завод, рудоремонтный завод, два завода железобетонных изделий, мебельная фабрика, швейная фабрика; два образовательных учреждения: горный техникум и общетехнический факультет Коммунарского горно-металлургического института.
Согласно статистическим сведениям 1989 года основа экономики — угольная промышленность. Имеется машиностроительный завод, авторемонтный завод, завод строительных конструкций, два завода железобетонных изделий, завод строительных деталей, мебельная фабрика, швейная фабрика, мясокомбинат, хлебокомбинат, молочный завод. В сфере образования и соцкультбыта: горный техникум, энергетический техникум, девять ПТУ, десять больниц, 5 поликлиник и 18 иных лечебных учреждений, Дворец культуры, Дворец спорта, 7 клубов, 5 кинотеатров и 5 библиотек.
В 1982 году при заводе «Красный Луч» был открыт вечерний филиал Таганрогского техникума морского приборостроения (в дальнейшем — Краснолучский приборостроительный техникум).
В мае 1995 года Кабинет министров Украины независимой Украины утвердил решение о приватизации находившихся в городе завода «Стандарт», механического завода, авторемонтного завода, завода стройматериалов № 6, АТП-10911, АТП-10969, агропромышленного предприятия, управления коммунальных теплосетей и торговых магазинов, в июле 1995 года было утверждено решение о приватизации стройтреста.
В 1997 году по решению Кабинета министров Украины было закрыто профессионально-техническое училище № 36.
В 2009 году численность населения составляла 85,6 тыс. человек, основой экономики являлись добыча угля, машиностроительный завод, НПО «Кливер» (созданное на базе завода «Красный Луч»), кирпичный завод, швейная фабрика и несколько предприятий пищевой промышленности.
С весны 2014 город находится под контролем Луганской Народной Республики.
В 2015 году руководством ЛНР создан Краснолучский городской совет, объединяющий население и территории одного города областного подчинения — г. Красный Луч, трёх городов районного значения (г. Вахрушево (Боково-Хрустальное), г. Миусинск и г. Петровское (Петрово-Красноселье)), 8 посёлков городского типа, 5 сёл и 6 посёлков.
12 мая 2016 года в рамках декоммунизации на Украине Верховная Рада приняла решение переименовать город Красный Луч в Хрустальный. Это решение не было признано ЛНР, контролировавшей город. Название Хрустальный, возможно, было выбрано из-за благозвучия и связано с находящимся рядом с городом посёлком Хрустальный.

## Символика
Поскольку на флаге города до 2014 года присутствовали цвета Украины, фактические власти города в неизвестное время изменили флаг города, заменив фоновое изображение флага Украины на полосы в цветах флага ЛНР. Аналогичным образом был изменён и герб города. В 2024 году российская оккупационная администрация города повторно заменила герб и флаг города.

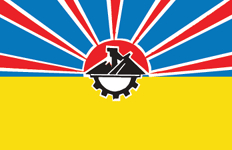
Флаг Хрустального, а также флаг Красного Луча до 2014 года.
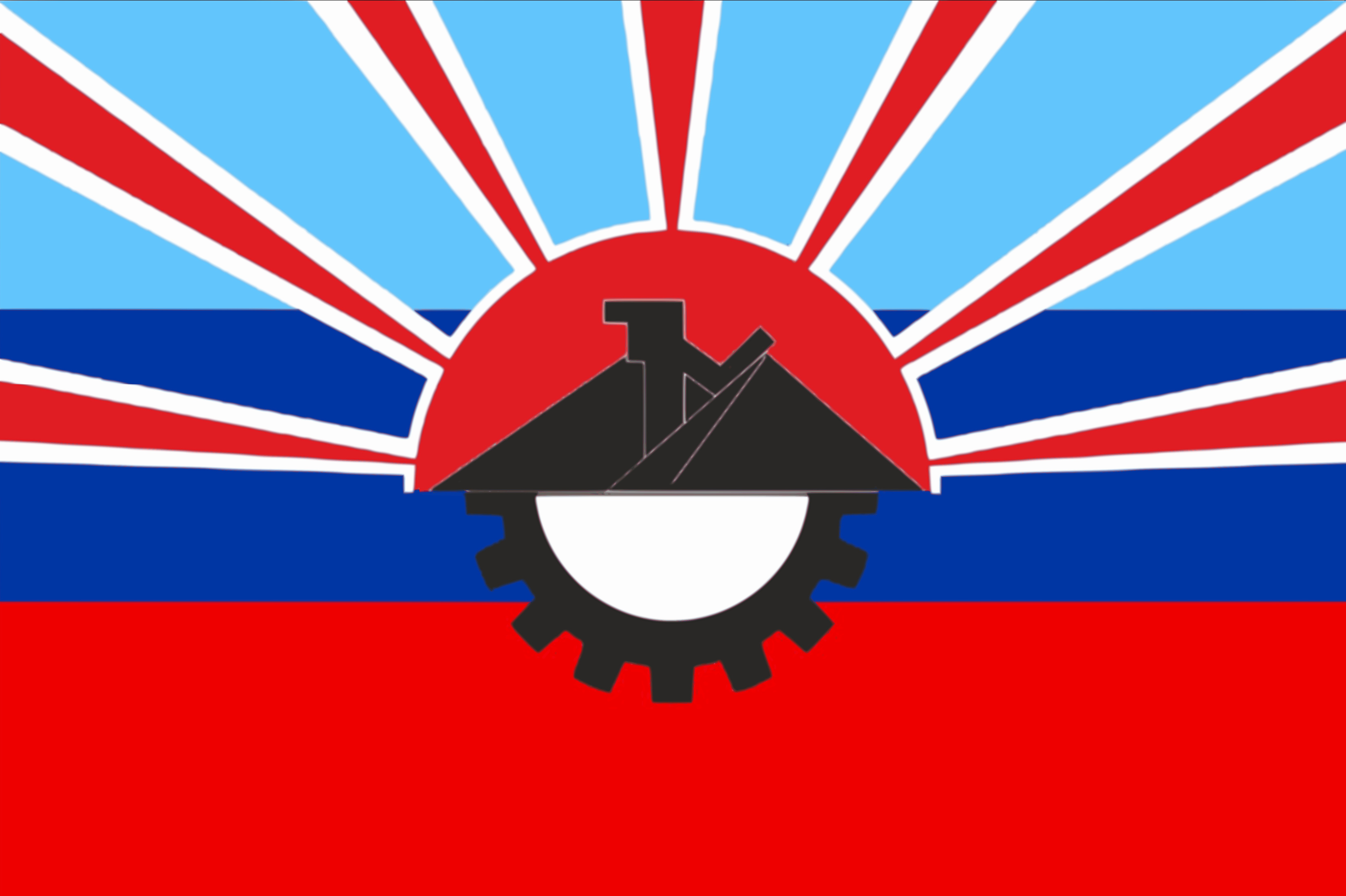
Оккупационный флаг (до 2024 года)[34].
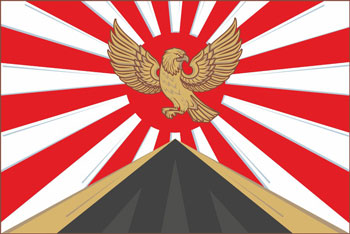
Флаг с 2024 года[34].
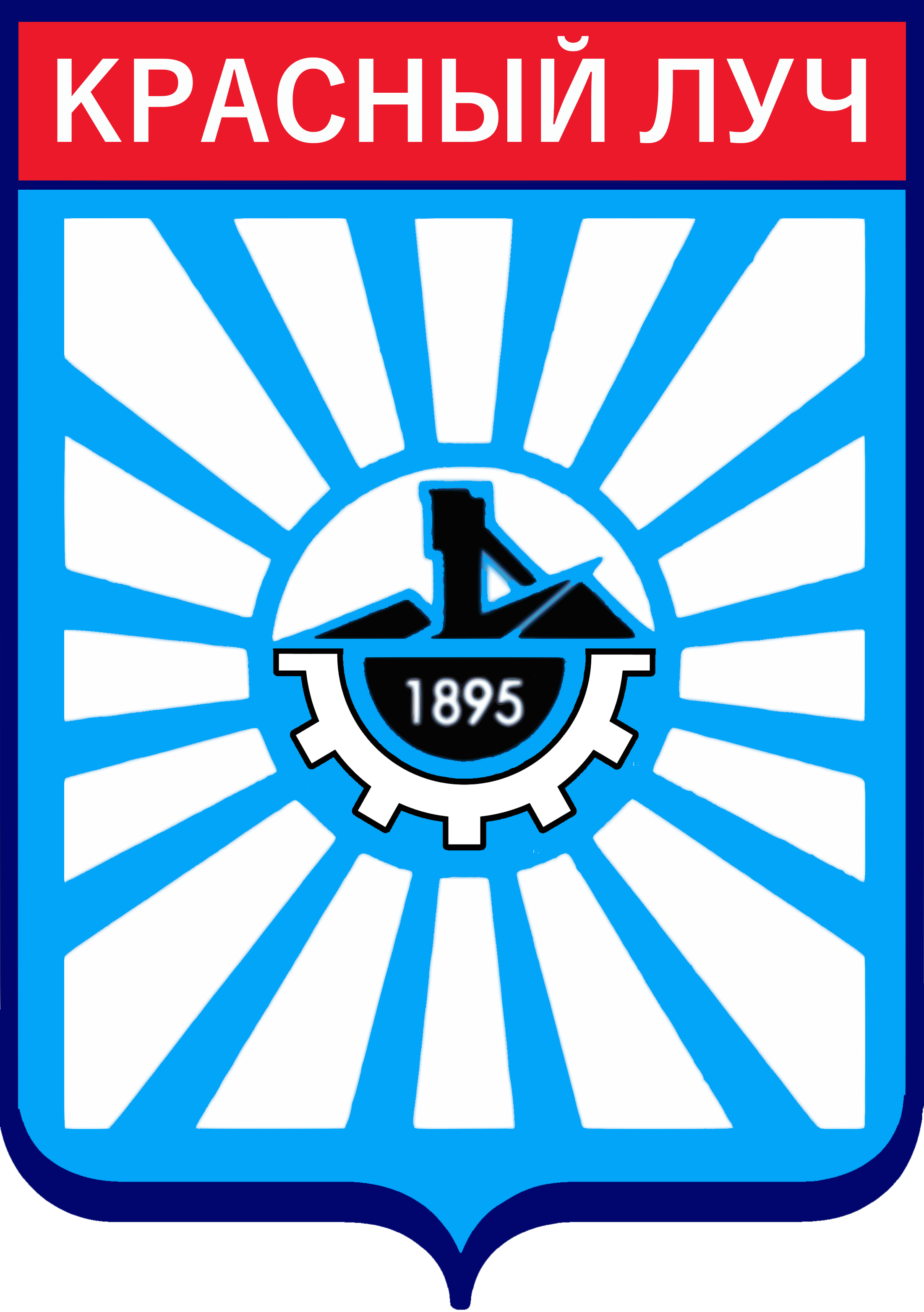
Оккупационный герб (до 2024 года)[34].
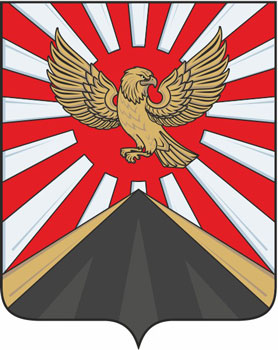
Герб с 2024 года[34].

## Исторические районы города
17-я шахта (бывшая шахта номер 17 бис), 1 микрорайон, 2 микрорайон, 3 микрорайон, 4 микрорайон, Комбинат (расположение комбината «Донбассантрацит»), Центр, Звезда, Победа, Собачовка Верочка (расположение рудника «Вера» — шахта номер 162, ныне закрыта), Знамя Коммунизма, 22-4-бис, 160-я шахта (посёлок шахты № 160, ныне «Миусинская»), Машзавод, Шанхай, пос. Хрустальное, пос. Мирный, Мясокомбинат, Заречная, 2 ВЛКСМ, Новопавловка (посёлок шахты Новопавловская-восточная), Эмос, Тарасовка, Сергеевка.

## Экономика
После провозглашения независимости Украины началось закрытие шахт, поэтому экономика города начала постепенно диверсифицироваться. Основу экономики по-прежнему составляют добыча каменного угля, производство металлоизделий и стройматериалов.
Предприятия угольной промышленности
- «Донбассантрацит» (6 шахт: «Княгининская», «Краснокутская», «Краснолучская», «Миусинская», «Новопавловская», «Хрустальская»)
- горно-обогатительная фабрика «Краснолучская»

Предприятия производства и машиностроения
- НПО «Кливер»
- Завод «Стандарт»
- Краснолучский машиностроительный завод
- Ремонтно-механический завод
- Кирпичный завод «Фагот»
- Завод по производству пластиковых труб «Маршал»

Предприятия лёгкой и пищевой промышленности
- Краснолучская швейная фабрика
- Компания по производству воды «Кристал айс»

## Образование
Заведения высшего и средне-специального образования
- Краснолучский филиал Донбасского государственного технического университета
- Краснолучский приборостроительный техникум
- Краснолучский горно-промышленный колледж

## Транспорт
В городе находится конечная станция на линии Дебальцево — Заповедная Донецкой железной дороги. На северной окраине города находится железнодорожная станция Марусино. Город является важным узлом автомобильных дорог.

## Памятники

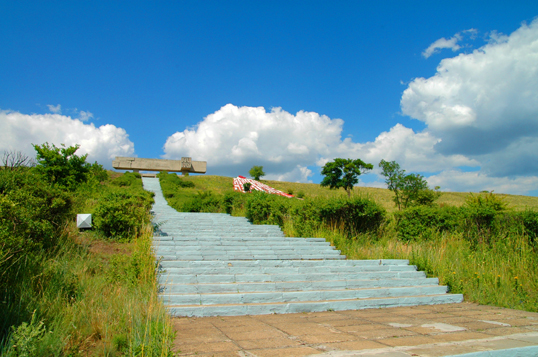
Мемориал Миус-Фронт

- 1967 — открыт мемориальный комплекс «Миус-фронт» (в районе реки Миус), посвящённый, происходящим здесь сражениям в годы Великой Отечественной войны[35] и др.).
- 1977 — памятник Лидии Владимировне Литвяк. Погибла 1 августа 1943 года в воздушном бою за освобождение Донбасса[36].
- 1997 — открыт памятник в честь земляков, воинов-интернационалистов («воинов-афганцев»), принимавших участие добровольно и/или по долгу службы в вооружённом конфликте в Афганистане — Боевая машина пехоты (БМП-1), установленная на постамент в городском парке[37].
- 2012 — открыт памятный знак десантникам[38].

## Спорт
В городе работают ДЮСШ и ДЮСШ № 2, среди выпускников которых — спортсмены в различных видах спорта: лёгкая атлетика, футбол, тяжёлая атлетика, плавание; с 2014 года развивается новый вид спорта — флорбол[уточнить].